# Проктер, Генри
Генри Проктер (англ. Henry Procter ; 1763[…], Ирландия — 31 октября 1822, Бат, Сомерсет) — британский генерал-майор, известный своими действиями в ходе Англо-американской войны 1812 года, приведшими, в частности, к гибели союзника британцев — вождя индейского восстания Текумсе.

## Начало пути
Родился в 1763 году в Ирландии в английской семье военного хирурга британской армии. В дальнейшем, там же в Ирландии, Генри Проктер в 1792 году женился на Элизабет Кокберн. У них был один сын — Уильям Брюс Проктер (1777-1854) и четыре дочери.
В возрасте 18-ти лет (в апреле 1781 года) поступил на военную службу энсином 43-го пехотного полка. В чине лейтенанта принял участие в завершающем этапе войны против 13-ти колоний (служил на территории современного штата Нью-Йорк). Будучи небогатым человеком и не имея влиятельных покровителей, Проктер медленно продвигался по службе. Только в 1792 году он стал капитаном. Впрочем, дальше дело пошло быстрее. Уже в мае 1795 года Проктер был повышен до майора, а в октябре 1800 года был произведён ы подполковники и назначен командиром 1-го батальона 41-го пехотного полка, который был расквартирован в Нижней Канаде. Только в 1802 году Проктер наконец добрался до места службы. Один из старших британских командиров в Канаде, генерал Айзек Брок, положительно отзывался о Проктере, считая его неутомимым и трудолюбивым офицером, который смог поднять и поддерживать на высоком уровне строевую подготовку и дисциплину в своём батальоне.

## Англо-американская война 1812 года

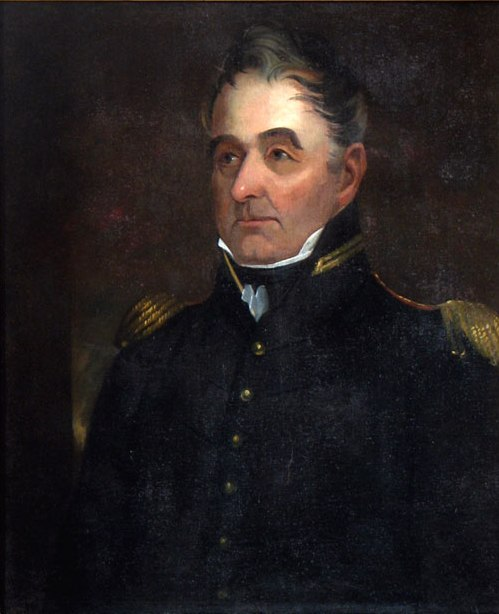
Американский бригадир Джеймс Винчестер, потерпевший поражение от Проктера в сражении при Френчтауне.

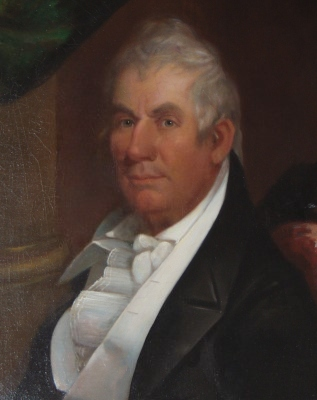
Американский бригадир Грин Клей, потерпевший поражение от Проктера в сражении при Майами-рапидс.

Когда в июне 1812 года началась Англо-американская война, 41-й полк дислоцировался в Верхней Канаде. Проктеру поручили отправиться в Амерстбург, чтобы сменить коменданта форта Малден и защитить форт от возможного американского нападения. Он участвовал в нескольких стычках, которые помогли изолировать американский отряд в форте Детройт и способствовали захвату Детройта генералом Броком. После того, как Брок с главными силами британцев передислоцировался из окрестностей Детройта, Проктер остался командовать британскими войсками в этом районе.
Однако, американцы не собирались мириться с потерей Детройта. Американский бригадир Джеймс Винчестер во главе пехотной бригады атаковал Проктера. Последовало сражение при Френчтауне, в ходе которого Винчестер был разбит и сдался в плен. От пленных Проктер узнал о том, что на подмогу Винчестеру направляется американский генерал Уильям Генри Гаррисон с превосходящими силами. Проктер был вынужден спешно отступать. Из-за нехватки телег, он был вынужден бросить 68 тяжелораненых пленных американцев под слабой охраной, предполагая передать их Гаррисону. Однако, той еже ночью индейские союзники Проктера перерезали пленных, что вызвало ненависть к нему со стороны американцев, хотя сам Проктер подобного приказа разумеется не отдавал.
8 февраля 1813 года британский генерал-губернатор Канады сэр Джордж Прево произвел Проктера в бригадиры, а несколько месяцев спустя — в генерал-майоры.
В апреле-мае 1813 года Проктер осадил войска генерала Гаррисона в форте Мейгс, ныне штат Огайо. Артиллерия Проктера обстреливала форт в течение нескольких дней, но грязь внутри форта мешала ядрам отскакивать от земли, снижая их поражающую силу (с той де проблемой несколько позже столкнутся французы в Битве при Ватерлоо, происходившей на следующий день после сильного дождя). 5 мая 1813 года в битве при Майами-рапидс генерал-майор Проктер и его индейские союзники нанесли сокрушительное поражение американской бригаде ополчения Кентукки под командованием бригадира Грина Клея, пытавшейся прорваться на выручку гарнизона форта. Вылазка осаждённых под командованием Гаррисона навстречу Клею также была остановлена британцами.
Однако и здесь повторилась история, сопровождавшая победу при Френчтауне: до 40 раненых американских пленных были перебиты индейцами, которые прибыли слишком поздно, чтобы принять участие в битве. При этом у Текумсе хватило наглости обвинить Проктера в неспособности предотвратить гибель раненых. Все это создало британскому генералу репутацию мясника.
К тому же, несмотря на разгром бригады Клея, Проктеру так и не удалось взять форт, где укрепился Гаррисон. Поражением закончилась для британцев и последующая битва при форте Стефенсон.
20 июня войска Проктера были официально наименованы Дивизией правого фланга армии Верхней Канады, а сам он, таким образом, стал считаться командиром дивизии. Тем не менее, даже после этого Генри Проктер получил очень мало подкреплений, так что его «дивизия» продолжала состоять в основном из единственного полка — 41-го линейного, который дополняли добровольцы из местных жителей, а также, индейцы, которые были неоценимы, как разведчики, но не всегда желали подчиняться.
После победы американского флота над британцами в битве на озере Эри линии снабжения Проктера были перерезаны, и он был вынужден отступить из Детройта и Амерстбурга в направлении Берлингтона на западной оконечности озера Онтарио, чтобы пополнить продовольственные запасы своего отряда. Текумсе осудил Проктера за отступление, назвав его «толстым животным, которое ускользает, поджав хвост» и потребовал, чтобы форт Малден был передан туземцам для защиты. Однако, Проктер закономерно отказался передавать индейцам пушки, из которых те не умели стрелять, и предпочел передать их на усиление британской речной флотилии. Текумсе был вынужден отступить вслед за Проктером.

## Поражение всражении на Темсе, суд и оценки

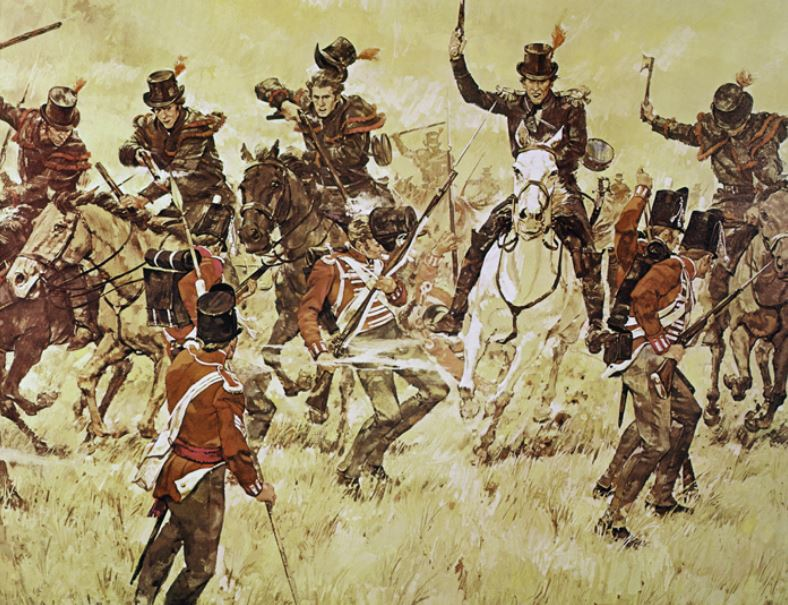
Битва на Темсе: американские конные ополченцы генерала Гаррисона (некоторые вооружены томагавками за недостатком сабель) атакую британских пехотинцев из 41-го линейного полка.

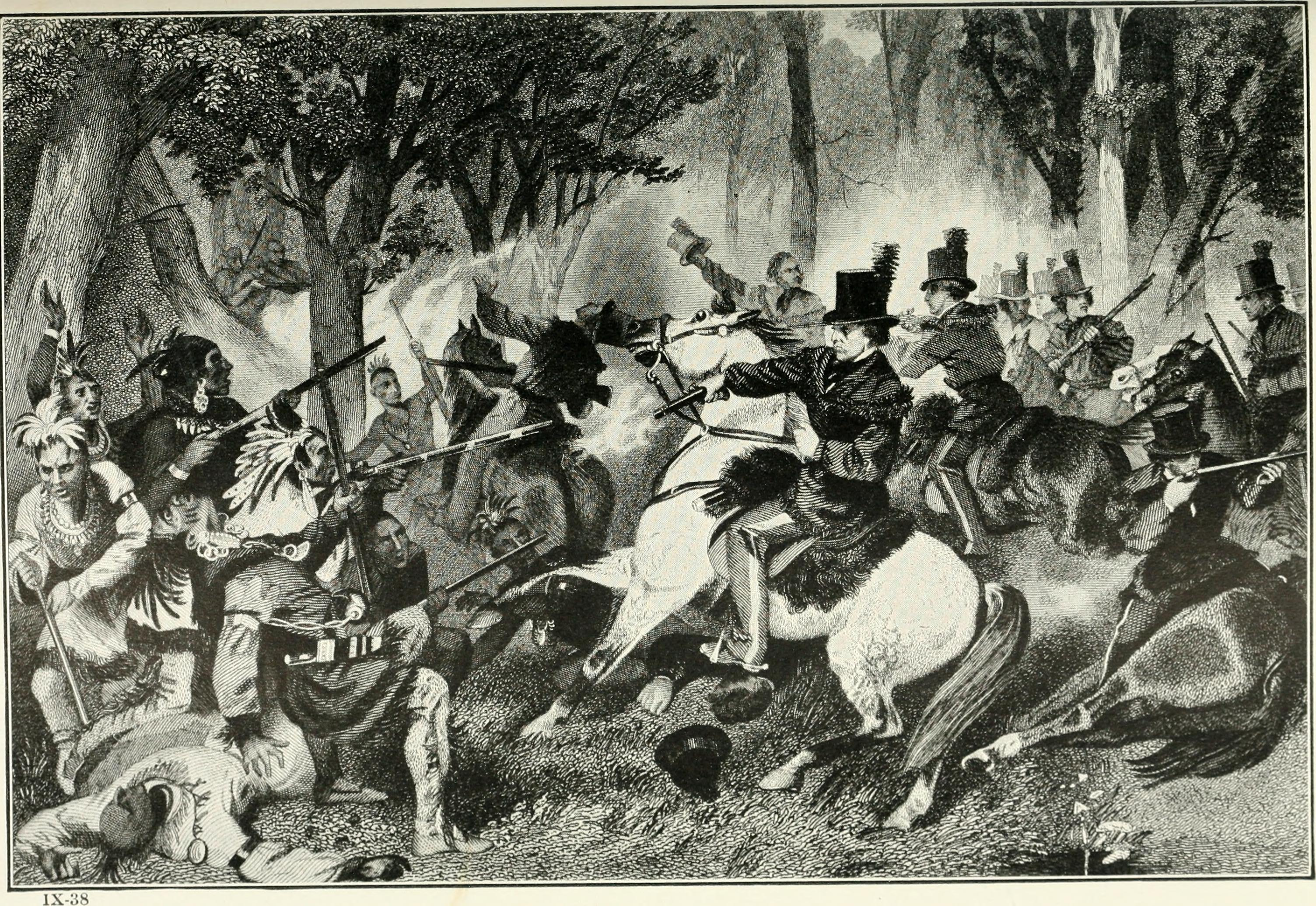
Американские конные ополченцы сражаются с индейцами Текумсе в ходе битвы на Темсе.

Отступление Проктера было медленным и плохо организованным, и американцы под командованием Гаррисона догнали его возле Моравантауна. К этому времени войска Проктера были истощены и голодали на половинном пайке, так как уже много месяцев действовали на слабонаселённой вражеской территории, где практически не было ни городов, ни ферм.
Состоялось сражение, результат которого на этот раз оказался для англичан абсолютно провальным. Конные ополченцы генерала Гаррисона (согласно легенде, популяризованной живописцами, вооружённые индейскими томагавками вместо сабель) смели построение  41-го линейного полка, успевшего дать один-единственный залп, причём около 600 британских солдат сдались, а еще 250 были вынуждены спасаться бегством. Индейские союзники англичан, оставшись без поддержки, были перерезаны американцами. Вожди Текумсе и Круглоголовый были убиты, а их уцелевшие воины разбежались.
Недоброжелатели Проктера утверждали позднее, что он ускакал с поля боя, бросив своих солдат. Как бы там ни было, после боя Проктеру удалось собрать в районе реки Гранд-Ривер некоторое количество солдат и сколотить из них нечто, похожее на боеспособное соединение.
Однако, на фоне всеобщего негодования, охватившего Канаду в связи с поражением, Проктер был освобождён от должности и отдан под суд.
Заседания военного трибунала в Квебеке начались в декабре 1814 года. Проктер обвинялся в неподобающем поведении во время битвы. Он был признан виновным в «недостатке энергичности и здравомыслия» и отстранен от должности на шесть месяцев без сохранения жалования. Принц-регент настоял на том, чтобы приговор Проктеру был зачитан перед строем каждого армейского полка, как это ранее уже произошло в случае с генералом Уайтлоком, капитулировавшим перед аргентинцами в Буэнос-Айресе. Позднее приговор Проктеру был сокращен до выговора, но осуждение фактически положило конец его военной службе.
Проктер вернулся в Англию в 1815 году. Он умер в 1822 году в возрасте 59 лет в городе Бате.
Мнения последующих историков о Проктере разделись. Зачастую в нём видят некомпетентного и недостаточно способного начальника. Однако, другие указывают на то, что ресурсы, имевшиеся в распоряжении Проктера, были совершенно неадекватны поставленным задача. Его небольшой по численности отряд много месяцев вёл боевые действия на вражеской территории, испытывая дефицит всего необходимого, включая продукты питания, так что к концу кампании солдаты были максимально измотаны, как морально, так и физически. Современные исследователи рассматривают поведение Проктера и его подчинённых в их завершающей битве, как характерный пример синдрома боевой усталости. Именно по этой причине, всегда когда возможно, части, ведущие боевые действия долгое время, всегда, когда это вообще возможно, рекомендуется периодически сменять.
Тем не менее, в сознании обывателей Проктер стал удобным козлом отпущения. Канадцам было приятно винить в поражении британца, индейцам - бледнолицего, который не соглашался с их абсурдными требованиями, а американцам — списывать на генерала преступления, совершённые индейцами.
Канадский историк Пьер Бертон заключает: «Для американцев он остается чудовищем, для канадцев — трусом, тогда как в действительно Проктер был просто  жертвой обстоятельств».